# عبدالمحمد هماهنگ
عبدالمحمد هماهنگ(۱۳۰۶–۱۳۹۱) یک خوانندهٔ فلکلور افغان بود. هماهنگ موسیقی را از ۱۶ سالگی شروع کرد و تا ۸۵ سالگی در زمینهٔ موسیقی سنتی افغانستان حضور داشت. هماهنگ ۷ جوزا (خرداد) در کابل بر اثر بیماری قلبی در گذشت.

## زندگی‌نامه
عبدالمحمد هماهنگ در سال ۱۳۰۶ در شهر کهنه کابل در گذر خرابات به دنیا آمد. پدر و پدر کلانش (بزرگش) نیز اهل موسیقی بودند. خودش می‌گوید در شانزده سالگی پای شاگردی استاد غازی خان نشست و شش سال تمام نواختن آموخت. وی همچنین شانزده سال از استاد رحیم بخش از مشهورترین آوازخوان‌های سنتی افغانستان، آوازخوانی یادگرفته و زمانی هم شاگرد استاد غلام دستگیر شیدا بوده‌است. استاد هماهنگ اوائل به نام «پچه طلا» معروف شد چون پدرش طلا محمد نام، چند سالی هم به نام عبدالمحمد شیدایی خواند پس از آن مدتی برای آموزش موسیقی به هند رفت و سپس به افغانستان بازگشت و از استاد محمدحسین سرآهنگ خواست او را یاری رساند، پس از بازگشت از هند و شاگردی استاد سرآهنگ، عبدالمحمد شیدایی به نام «هماهنگ» مشهور شد.